# Guéréda
Guéréda est une ville du Tchad, dans le Wadi Fira et capitale du Dar Tama.
Guéréda est animé par deux marchés hebdomadaires (vendredi et samedi). Aux jours du grand marché, viennent ceux de la périphérie et en provenance d'autres villages, villes telles qu'Abeché, Tina,...
La ville est desservie par l'aéroport de Guéréda.